# Селенид бериллия
Селени́д бери́ллия (селе́нистый бери́ллий, химическая формула — BeSe) — неорганическая бериллиевая соль селеноводородной кислоты
При стандартных условиях, селенид бериллия — это серые кристаллы, разлагающиеся в воде. 

## Физические свойства
Селенид бериллия образует серые кристаллы кубической сингонии, пространственная группа F 43m, параметры ячейки a = 0,5139 нм, Z = 4.

## Химические свойства
- Взаимодействие с влагой из воздуха и с водой:

{\displaystyle {\mathsf {BeSe+2H_{2}O\ {\xrightarrow {}}\ Be(OH)_{2}+H_{2}Se\uparrow }}}

## Получение
- Спекание селена и бериллия в токе водорода:

{\displaystyle {\mathsf {Be+Se\ {\xrightarrow {1100^{o}C}}\ BeSe}}}